# Lincoln (condado de Polk, Wisconsin)
Lincoln es un pueblo ubicado en el condado de Polk en el estado estadounidense de Wisconsin. En el Censo de 2010 tenía una población de 2.208 habitantes y una densidad poblacional de 22,25 personas por km².

## Geografía
Lincoln se encuentra ubicado en las coordenadas 45°20′32″N 92°21′4″O / 45.34222, -92.35111. Según la Oficina del Censo de los Estados Unidos, Lincoln tiene una superficie total de 99.25 km², de la cual 92.13 km² corresponden a tierra firme y (7.17%) 7.12 km² es agua.

## Demografía
Según el censo de 2010, había 2.208 personas residiendo en Lincoln. La densidad de población era de 22,25 hab./km². De los 2.208 habitantes, Lincoln estaba compuesto por el 98.69% blancos, el 0.09% eran afroamericanos, el 0.27% eran amerindios, el 0.32% eran asiáticos, el 0.05% eran isleños del Pacífico, el 0.36% eran de otras razas y el 0.23% pertenecían a dos o más razas. Del total de la población el 1.09% eran hispanos o latinos de cualquier raza.